# ISO 3166-2:CZ
ISO 3166-2:CZ es la entrada para Chequia en ISO 3166-2, parte del patrón ISO 3166 publicado por la Organización Internacional de Normalización (ISO), que define los códigos de los nombres de las principales subdivisiones: provincias o divisiones administrativas del Estado de todos los países codificados en el ISO 3166-1.
Actualmente, para Chequia los códigos ISO 3166-2 se definen para dos niveles de subdivisiones, dentro del país:
- 13 regiones y 1 ciudad capital
- 76 distritos

Cada código consta de dos partes, separadas por un guion. La primera parte es CZ, el código de Chequia en  ISO 3166-1 alfa-2. La segunda parte puede ser:
- dos cifras: regiones
- tres caracteres (dos cifras seguidas de una cifra o letra): distritos Para los distritos, las primeras dos cifras indican la región a la que pertenece el distrito (basada en el código regional original NUTS)

## Códigos actuales
Los nombres de las subdivisiones se ordenan según el estándar ISO 3166-2 publicado por la Agencia de Mantenimiento ISO 3166 (ISO 3166/MA).
Los nombres de las subdivisiones se clasifican en orden alfabético en checo: a (á), b, c, č, d (ď), e (é) (ě), f, g, h, ch, i (í), j, k, l, m, n (ň), o (ó), p, q, r, ř, s, š, t (ť), u (ú) (ů), v, w, x, y (ý), z, ž.
Pulsa sobre el botón en la cabecera para ordenar cada columna

### Regiones
| Código | Nombre de la subdivisión (es) | Nombre de la subdivisión (cz) | Categoría de la subdivisión |
| ------ | ----------------------------- | ----------------------------- | --------------------------- |
| CZ-10  | Praga                         | Hlavní město Praha            | Ciudad capital              |
| CZ-31  | Bohemia Meridional            | Jihočeský kraj                | Región                      |
| CZ-64  | Moravia Meridional            | Jihomoravský kraj             | Región                      |
| CZ-41  | Karlovy Vary                  | Karlovarský kraj              | Región                      |
| CZ-52  | Hradec Králové                | Královéhradecký kraj          | Región                      |
| CZ-51  | Liberec                       | Liberecký kraj                | Región                      |
| CZ-80  | Moravia-Silesia               | Moravskoslezský kraj          | Región                      |
| CZ-71  | Olomouc                       | Olomoucký kraj                | Región                      |
| CZ-53  | Pardubice                     | Pardubický kraj               | Región                      |
| CZ-32  | Pilsen                        | Plzeňský kraj                 | Región                      |
| CZ-20  | Bohemia Central               | Středočeský kraj              | Región                      |
| CZ-42  | Ústí nad Labem                | Ústecký kraj                  | Región                      |
| CZ-63  | Vysočina                      | Kraj Vysočina                 | Región                      |
| CZ-72  | Zlín                          | Zlínský kraj                  | Región                      |

### Distritos
| Código | Nombre de la subdivisión | En la región |
| ------ | ------------------------ | ------------ |
| CZ-201 | Benešov                  | 20           |
| CZ-202 | Beroun                   | 20           |
| CZ-641 | Blansko                  | 64           |
| CZ-642 | Brno-město               | 64           |
| CZ-643 | Brno-venkov              | 64           |
| CZ-801 | Bruntál                  | 80           |
| CZ-644 | Břeclav                  | 64           |
| CZ-511 | Česká Lípa               | 51           |
| CZ-311 | České Budějovice         | 31           |
| CZ-312 | Český Krumlov            | 31           |
| CZ-421 | Děčín                    | 42           |
| CZ-321 | Domažlice                | 32           |
| CZ-802 | Frýdek-Místek            | 80           |
| CZ-631 | Havlíčkův Brod           | 63           |
| CZ-645 | Hodonín                  | 64           |
| CZ-521 | Hradec Králové           | 52           |
| CZ-411 | Cheb                     | 41           |
| CZ-422 | Chomutov                 | 42           |
| CZ-531 | Chrudim                  | 53           |
| CZ-512 | Jablonec nad Nisou       | 51           |
| CZ-711 | Jeseník                  | 71           |
| CZ-522 | Jičín                    | 52           |
| CZ-632 | Jihlava                  | 63           |
| CZ-313 | Jindřichův Hradec        | 31           |
| CZ-412 | Karlovy Vary             | 41           |
| CZ-803 | Karviná                  | 80           |
| CZ-203 | Kladno                   | 20           |
| CZ-322 | Klatovy                  | 32           |
| CZ-204 | Kolín                    | 20           |
| CZ-721 | Kroměříž                 | 72           |
| CZ-205 | Kutná Hora               | 20           |
| CZ-513 | Liberec                  | 51           |
| CZ-423 | Litoměřice               | 42           |
| CZ-424 | Louny                    | 42           |
| CZ-206 | Mělník                   | 20           |
| CZ-207 | Mladá Boleslav           | 20           |
| CZ-425 | Most                     | 42           |
| CZ-523 | Náchod                   | 52           |
| CZ-804 | Nový Jičín               | 80           |
| CZ-208 | Nymburk                  | 20           |
| CZ-712 | Olomouc                  | 71           |
| CZ-805 | Opava                    | 80           |
| CZ-806 | Ostrava-město            | 80           |
| CZ-532 | Pardubice                | 53           |
| CZ-633 | Pelhřimov                | 63           |
| CZ-314 | Písek                    | 31           |
| CZ-324 | Plzeň-jih                | 32           |
| CZ-323 | Plzeň-město              | 32           |
| CZ-325 | Plzeň-sever              | 32           |
| CZ-209 | Praha-východ             | 20           |
| CZ-20A | Praha-západ              | 20           |
| CZ-315 | Prachatice               | 31           |
| CZ-713 | Prostějov                | 71           |
| CZ-714 | Přerov                   | 71           |
| CZ-20B | Příbram                  | 20           |
| CZ-20C | Rakovník                 | 20           |
| CZ-326 | Rokycany                 | 32           |
| CZ-524 | Rychnov nad Kněžnou      | 52           |
| CZ-514 | Semily                   | 51           |
| CZ-413 | Sokolov                  | 41           |
| CZ-316 | Strakonice               | 31           |
| CZ-533 | Svitavy                  | 53           |
| CZ-715 | Šumperk                  | 71           |
| CZ-317 | Tábor                    | 31           |
| CZ-327 | Tachov                   | 32           |
| CZ-426 | Teplice                  | 42           |
| CZ-525 | Trutnov                  | 52           |
| CZ-634 | Třebíč                   | 63           |
| CZ-722 | Uherské Hradiště         | 72           |
| CZ-427 | Ústí nad Labem           | 42           |
| CZ-534 | Ústí nad Orlicí          | 53           |
| CZ-723 | Vsetín                   | 72           |
| CZ-646 | Vyškov                   | 64           |
| CZ-724 | Zlín                     | 72           |
| CZ-647 | Znojmo                   | 64           |
| CZ-635 | Žďár nad Sázavou         | 63           |

## Cambios
Los siguientes cambios de entradas han sido anunciados en los boletines de noticias emitidos por el ISO 3166/MA desde la primera publicación del ISO 3166-2 en 1998, cesando esta actividad informativa en 2013.
| Informe      | Fecha de emisión                  | Descripción del cambio expresado en el informe                                                             | Cambio de código o subdivisión                                                  |
| ------------ | --------------------------------- | --- | ------------------------------------------------------------------------------- |
| Boletín I-2  | 21/5/2002                         | Presentación completa de la nueva subdivisión. Nueva referencia para la lista fuente.                      | Presentación de la subdivisión:1 ciudad, 7 regiones (véase abajo) → 14 regiones |
| Boletín I-3  | 20/8/2002                         | Correcciones: Ortografía y orden alfabético en CZ-VY. Reordenación de la lista de nombres de subdivisiones |                                                                                 |
| Boletín I-5  | 5/7/2003                          | Corrección ortográfica en CZ-PR y ajuste de la forma del nombre en CZ-VY                                   |                                                                                 |
| Boletín I-9  | 28/11/2007                        | Se añaden las subdivisiones administrativas y los elementos de sus códigos                                 | Subdivisiones añadidas:91 distritos                                             |
| Boletín II-1 | 3/2/2010 (corregido el 19/2/2010) | Se añade el prefijo del código del país como primer elemento del código, y se reordena alfabéticamente     |                                                                                 |

Los siguientes cambios a la entrada figuran en la lista en línea del catálogo de la ISO:
| Fecha real del cambio | Breve descripción del cambio | Cambio de código o subdivisión |
| --------------------- | --- | --- |
| 19/2/2010             | Se añade el prefijo del código del país como primer elemento del código, y se reordena alfabéticamente | |
| 28/9/2016             | Cambio de la abreviatura | |
| 15/11/2016            | Se añade el nombre de categoría de “ciudad capital” en ing, fra, ch; cambio de categoría de la subdivisión de CZ-10 de región a ciudad capital; cambio ortográfico de CZ-802, CZ-806, CZ-63; corrección tipográfica de CZ-615; se añaden los distritos de CZ-116 a CZ-122; cambio de la subdivisión principal de CZ-JC a CZ-31, de CZ-JM a CZ-64, de CZ-KA a CZ-41, de CZ-KR a CZ-52, de CZ-LI a CZ-51, de CZ-O a CZ-80, de CZ-OL a CZ-71, de CZ-PA a CZ-53, de CZ-PL a CZ-32, de CZ-ST a CZ-20, de CZ-US a CZ-42, de CZ-VY a CZ-63, de CZ-ZL a CZ-72; cambio del código de subdivisión de CZ-621 a CZ 641, de CZ-624 a CZ 644; de CZ-622 a CZ 642, de CZ-623 a CZ 643, de CZ-611 a CZ 631, de CZ-612 a CZ 632, de CZ-613 a CZ 633, de CZ-10A a CZ 110, de CZ-10B a CZ 111, de CZ-10C a CZ 112, de CZ-10D a CZ 113, de CZ-0E a CZ 114, de CZ-10F a CZ 115, de CZ-614 a CZ 634, de CZ-626 a CZ 646, de CZ-615 a CZ 635, de CZ-627 a CZ 647, de CZ-PR a CZ-10; se actualiza la lista fuente. | Cambio de código de subdivisión:CZ-621 → CZ-641 CZ-624 → CZ-644 CZ-622 → CZ-642 CZ-623 → CZ-643 CZ-611 → CZ-631 CZ-612 → CZ-632 CZ-613 → CZ-633 CZ-10A → CZ-110 CZ-10B → CZ-111 CZ-10C → CZ-112 CZ-10D → CZ-113 CZ-0E → CZ-114 CZ-10F5 → CZ-115 CZ-614 → CZ-634 CZ-626 → CZ-646 CZ-615 → CZ-635 CZ-627 → CZ-647 CZ-PR → CZ-10 |
| 26/11/2018            | Se borran los distritos CZ-101, CZ-102, CZ-103, CZ-104, CZ-105, CZ-106, CZ-107, CZ-108, CZ-109, CZ-110, CZ-111, CZ-112, CZ-113, CZ-114, CZ-115, CZ-116, CZ-117, CZ-118, CZ-119, CZ-120, CZ-121, CZ-122; se actualiza la lista fuente. | Se borran los códigos de subdivisión:CZ-101, CZ-102, CZ-103, CZ-104, CZ-105, CZ-106, CZ-107, CZ-108, CZ-109, CZ-110, CZ-111, CZ-112, CZ-113, CZ-114, CZ-115, CZ-116, CZ-117, CZ-118, CZ-119, CZ-120, CZ-121, CZ-122 |
| 2/3/2020              | Corrección tipográfica del nombre de la subdivisión: CZ-10, CZ-802; corrección tipográfica del nombre de la subdivisión en checo | Cambiode nombres de subdivisiones:CZ-10 Praha, Hlavní mešto → Praha, Hlavní město CZ-802 Frýdek Místek → Frýdek-Místek |

### Códigos anteriores al informe
| Código anterior | Nombre de la subdivisión | Categoría de la subdivisión |
| --------------- | ------------------------ | --------------------------- |
| CZ-PRG          | Praha                    | ciudad                      |
| CZ-CJC          | Jihočeský kraj           | región                      |
| CZ-CJM          | Jihomoravský kraj        | región                      |
| CZ-CSC          | Severočeský kraj         | región                      |
| CZ-CSM          | Severomoravský kraj      | región                      |
| CZ-CST          | Středočeský kraj         | región                      |
| CZ-CVC          | Východočeský kraj        | región                      |
| CZ-CZC          | Západočeský kraj         | región                      |